# Heinz-Jürgen Lorenzen
Heinz-Jürgen Lorenzen (* 1953 in Kiel) ist ein deutscher Bibliothekar. Er war Direktor der Büchereizentrale Schleswig-Holstein und Geschäftsführer des Büchereivereins Schleswig-Holstein.

## Leben
Heinz-Jürgen Lorenzen legte 1971 an der Hebbelschule in Kiel sein Abitur ab. Anschließend studierte er an der CAU Kiel die Fachrichtungen Physik und Mathematik. Mit der Arbeit „Penning-Elektronenspektrometrie mit zustandsselektierten metastabilen Neon Atomen“ promovierte er 1981 zum Dr. rer. nat. Nach seiner Promotion war er von 1981 bis 1983 als Bibl. Referendar bei der Landesbüchereistelle Schleswig-Holstein, bevor er im selben Jahr Leiter der Landesbüchereistelle, Direktor der Büchereizentralen Flensburg und Rendsburg in Personalunion und Geschäftsführer des Vereins Büchereiwesen in Holstein e.V. wurde. Mit dem Zusammenschluss der beiden Büchereizentralen zur Büchereizentrale Schleswig-Holstein im Jahr 1995, leitete er diese bis zu seinem Ruhestand im Dezember 2018 als Direktor und Geschäftsführer des Büchereivereins Schleswig-Holstein. In dieser Funktion prägte er maßgeblich das öffentliche Büchereiwesen in Schleswig-Holstein. 

## Andere berufsbezogene Aktivitäten (Auswahl)
Heinz-Jürgen Lorenzen ist seit 1984 Mitglied im Aufsichtsrat der ekz und seit 2017 Vorsitzender. Vom 15. Juni 2012 bis zum 31. März 2019 war Heinz-Jürgen Lorenzen Präsident von Bibliothek & Information Deutschland. Seine Nachfolgerin in diesem Amt ist Sabine Homilius, Leiterin der Stadtbücherei Frankfurt am Main. Von 1991 bis 2020 war er als Geschäftsführer des dbv-Landesverbands Schleswig-Holstein aktiv.

## Veröffentlichungen (Auswahl)
- Penning-Elektronenspektrometrie mit zustandsselektierten metastabilen Neon Atomen. Kiel 1981 (Dissertation)
- Einsatz der Datenverarbeitung zur Katalogisierung in kleineren und mittleren öffentlichen Bibliotheken : Standortpapier der EDV-Kommission des Deutschen Bibliotheksinstituts zu Grundsatzfragen. Berlin : Deutsches Bibliotheksinst., 1990. ISBN 3-87068-378-3
- Heinz-Jürgen Lorenzen (Herausgeber): Bibliotheken als Forschungsstätten : Verleihung der Karl-Preusker-Medaille an Bernhard Fabian. Hildesheim : Olms, 2014. ISBN 978-3-487-15109-0.